# 連続体濃度
集合論における連続体濃度（れんぞくたいのうど、英: cardinality of the continuum）とは、実数全体の成す集合 R の濃度（あるいは基数、集合の「大きさ」の尺度）のことである。連続体濃度を持った集合を連続体 (continuum) と呼ぶこともある。これは無限濃度のひとつであり、|R|, 2ℵ0（ℵはヘブライ文字のアレフ）, {\displaystyle \beth _{1}} または {\displaystyle {\mathfrak {c}}}（ドイツ文字小文字の c）などの記号で表される。

## 概要
実数の全体 Rは自然数の全体 N の冪集合の元と同じ数の元をもつ。さらに、これらの集合は N 自身よりも多くの元を含む（#連続濃度の非可算性節を見よ）。このことはゲオルク・カントールによって1874年に初めて示され、無限の尺度に異なる階層があることを確立した研究の嚆矢となった。後に、カントールはより簡明な対角線論法による証明も与えている。
連続体濃度を持つ集合には以下のような例がある。二つの異なる実数 a < b を取ったとき、これらの値がどんなに近い場合でも、開区間 (a,b)は R と同じ濃度の実数が含まれている。また、任意次元のユークリッド空間 Rn も R と同じ濃度を持つ（濃度の演算）。これらのことは以下の式で表される。
{\displaystyle |(a,b)|=|\mathbb {R} |=|\mathbb {R} ^{n}|.}
他の例については#連続体濃度をもつ集合節を参照のこと。
可算濃度 ℵ0 = |N| と連続体濃度との間に、これらと異なる濃度が存在するかという問題は、カントールによって連続体仮説として提起された。クルト・ゲーデルおよびポール・コーエンの研究によって、連続体仮説自体はその否定も肯定も集合論の標準的な公理系 ZFC との間に矛盾を引き起こさないことが示された。詳しくは#連続体仮説節および連続体仮説を参照のこと。

## 性質

### 連続濃度の非可算性
対角線論法により、「任意の集合に対して、その冪集合のほうが濃度が真に大きい： |A| < 2|A|」というカントールの定理が示される。したがって、自然数全体の成す集合 N の冪集合 P(N) は非可算である。さらに、以下のような議論により、P(N) の濃度は連続体濃度に等しいことが示せる。
実数全体から有理数全体の成す集合の冪集合への写像 f: R → P(Q) を、任意の実数 x に対しそれよりも小さい有理数全体のなす集合 {q ∈ Q | q ≤ x} を対応付けるものとして定める。これは、実数を有理数のデデキント切断として定義すると言う立場からは、本質的には、有理数の集合の冪集合への包含写像だということになる。この写像は、有理数全体の成す集合 Q が R において稠密であることから単射である。有理数全体の成す集合 Q は可算であったから、{\displaystyle {\mathfrak {c}}\leq 2^{\aleph _{0}}} を得る。
各項が0または2の値をとる無限列全体の成す集合 {0, 2}N を考える。この集合の濃度は明らかに 2ℵ0 である（このような二値数列の全体と冪集合 P(N) との間の自然な全単射は指示関数を考えることで与えられる）。いま、このような二値数列 (ai)i ∈ N に対して、単位閉区間 [0, 1] に属する実数で、その三進展開の数字の並びから作った数列が (ai) となるようなもの（つまり、小数点以下第 i-位の数字が ai であるような実数）が一意に定まるので、これを対応させる。実数の三進展開表示において一意性がくずれるのは、ある項から先に0が続く場合か2が続く場合のどちらかであることから、この対応は単射写像を定めている（この写像の像をカントール集合と呼ぶ）。したがって {\displaystyle 2^{\aleph _{0}}\leq {\mathfrak {c}}} を得る。
以上のふたつから、ベルンシュタインの定理により {\displaystyle {\mathfrak {c}}=|{\mathfrak {P}}(\mathbb {N} )|=2^{\aleph _{0}}} が結論できる。特に、連続濃度は可算集合の濃度よりも真に大きいことが従う。
もちろん、{0,1}N から R への全単射を直接構成することによっても、{\displaystyle {\mathfrak {c}}=2^{\aleph _{0}}} の別証明を与えることができる。カントールの対角線論法も参照のこと。

### 別の説明
上の等式
{\displaystyle {\mathfrak {c}}=2^{\aleph _{0}}}
は、
1/2 = 0.50000..., 1/3 = 0.33333..., π = 3.14159....
などの実数の無限十進小数展開（最初の二つは循環小数の例でもある）を用いても説明できる。これらの展開は、整数の集合から { 0, ..., 9 } への写像のうち特別な性質（ある左無限半開区間上で恒等的に 0 となる）を持つものによって表されていると見なすことができる。整数全体の成す集合の濃度は ℵ0 だから、
{\displaystyle {\mathfrak {c}}\leq 10^{\aleph _{0}}\leq {(2^{4})}^{\aleph _{0}}=2^{4\cdot \aleph _{0}}=2^{\aleph _{0}}}
を得る。ここで 4 ℵ0 = ℵ0 を用いた。他方、2 = {0, 1} を例えば {3, 7} に移すことにし、十進小数展開に 3 か 7 しか現れないような実数のみを考えれば、
{\displaystyle 2^{\aleph _{0}}\leq {\mathfrak {c}}}
となることがわかるから、ベルンシュタインの定理によって表式を得る。

## 連続体濃度についての関係式
濃度の等式
{\displaystyle {\mathfrak {c}}^{2}={\mathfrak {c}}}
は濃度の算術を用いれば
{\displaystyle {\mathfrak {c}}^{2}=(2^{\aleph _{0}})^{2}=2^{2\times {\aleph _{0}}}=2^{\aleph _{0}}={\mathfrak {c}}}
と示すことができるが、二つの二進列に対する「挿入演算」(interleaving) の一種を考えれば直接的に示すこともできる。実数 x, y の二進展開を
{\displaystyle {\begin{aligned}x&=0.a_{0}a_{1}a_{2}\ldots ,\\y&=0.b_{0}b_{1}b_{2}\ldots \end{aligned}}}
とするとき、これらの二進展開に対する挿入
{\displaystyle z=0.a_{0}b_{0}a_{1}b_{1}a_{2}b_{2}\ldots }
は x, y が一意的に二進展開可能であるとき矛盾無く定義される。二進展開が一意でないような実数は可算無限個しかない。
濃度算術におけるいくつかの法則を用いて、n が 2 以上の有限濃度のとき
{\displaystyle {\mathfrak {c}}^{\aleph _{0}}={\aleph _{0}}^{\aleph _{0}}=n^{\aleph _{0}}={\mathfrak {c}}^{n}=\aleph _{0}{\mathfrak {c}}=n{\mathfrak {c}}={\mathfrak {c}}}
が成り立つことがわかる。また
{\displaystyle {\mathfrak {c}}^{\mathfrak {c}}=(2^{\aleph _{0}})^{\mathfrak {c}}=2^{{\mathfrak {c}}\times \aleph _{0}}=2^{\mathfrak {c}},}
が成り立つことも示せる。ただし、
{\displaystyle 2^{\mathfrak {c}}=|{\mathfrak {P}}(\mathbb {R} )|,\quad 2^{\mathfrak {c}}>{\mathfrak {c}}}
である。

## ベート数
ベート数は
{\displaystyle \beth _{0}=\aleph _{0},\quad \beth _{k+1}=2^{\beth _{k}}}
として再帰的に定められる列に属する濃度の総称である。連続体濃度は二番目のベート数
{\displaystyle \beth _{1}={\mathfrak {c}}}
となる。その次のベート数は R の冪集合（すなわち、実数直線の部分集合全体の成す集合）の濃度
{\displaystyle \beth _{2}=2^{\mathfrak {c}}}
である。

## 連続体仮説
カントールによって提唱された連続体仮説とは、連続体濃度 {\displaystyle {\mathfrak {c}}} が二番目のアレフ数 ℵ1 であることを主張するものである。これは、ℵ0 と {\displaystyle {\mathfrak {c}}}との間に真に挟まれる濃度を持つ集合 A は存在しない：
{\displaystyle \nexists A:\aleph _{0}<|A|<{\mathfrak {c}}}
と言い換えることもできる。現在ではこの言明はツェルメロ＝フレンケルの公理系に選択公理を付け加えた公理系 ZFC からは独立であることが知られている。すなわち、ZFC に連続体仮説を付け加えた体系も ZFC に連続体仮説の否定を付け加えた体系も、いずれも (ZFC が無矛盾ならば) 無矛盾である。
実は、0 でない任意の自然数 n に対し、等式 {\displaystyle {\mathfrak {c}}=\aleph _{n}} は ZFC と独立である（n = 1 の場合が連続体仮説）。他の多くのアレフ数に対しても同様のことが言えるが、一部のアレフ数については共終性に基づくケーニヒの定理によって除外される（例えば {\displaystyle {\mathfrak {c}}\neq \aleph _{\omega }} が成り立つ）。特に {\displaystyle {\mathfrak {c}}} は ℵ1 にも ℵω1 にも成り得る（ω1 は最小の非可算順序数）。従って、連続体濃度 {\displaystyle {\mathfrak {c}}} は後続基数にも極限基数にも成り得るし、正則基数にも特異基数にも成り得る。

## 連続体濃度をもつ集合
連続体濃度を持つ集合は数学の様々な分野で表れる。以下によく知られた例を挙げる。
- R: 実数全体の成す集合。
- R における任意の非退化な閉区間あるいは開区間。たとえば単位区間 [0,1] など。
- 無理数全体の成す集合。
- 超越数全体の成す集合。
- カントール集合。
- Rn: n-次元ユークリッド空間。
- C: 複素数全体の成す集合。
- Qp: p進数全体の成す集合。
- P(N): 自然数全体の成す集合 N の冪集合。
- ZN: 整数列（すなわち N から Z への写像）全体の成す集合。
- RN: 実数列全体の成す集合。
- C0(R): R から R への連続函数全体の成す集合。
- {\displaystyle {\mathcal {O}}(\mathbb {R} ^{n})}: Rn 上のユークリッド位相（開集合系）。
- {\displaystyle {\mathfrak {B}}_{\mathbb {R} }}: R 上のボレル集合族すなわち、R のボレル集合全体の成す集合。

## 連続体濃度よりも大きな濃度
連続体濃度よりも大きな濃度を持つ集合の例を挙げる。
- P(R): R の部分集合全体からなる集合（冪集合）。
- RR: 実変数実数値の函数 R → R の全体の成す集合
- {\displaystyle {\mathfrak {M}}_{\mathbb {R} }}: R 上のルベーグ集合族、すなわちR のルベーグ可測集合全体の成す集合。
- N, Q, R： それぞれのストーン＝チェック・コンパクト化。
- Aut({\displaystyle \mathbb {C} })：複素数体Cの自己同型群。

以上は全て {\displaystyle 2^{\mathfrak {c}}=\beth _{2}} の濃度を持つ。